# Échevronne
Échevronne – miejscowość i gmina we Francji, w regionie Burgundia-Franche-Comté, w departamencie Côte-d’Or.
Według danych na rok 1990 gminę zamieszkiwało 230 osób, a gęstość zaludnienia wynosiła 26 osób/km² (wśród 2044 gmin Burgundii Échevronne plasuje się na 682. miejscu pod względem liczby ludności, natomiast pod względem powierzchni na miejscu 994.).